# Masquerade (Rondò Veneziano)
Masquerade è l'undicesimo album in studio dei Rondò Veneziano pubblicato il 31 ottobre 1989 dalla Baby Records-Cleo Music AG.
L'album è uscito lo stesso anno in Germania Ovest in due versioni. La prima, con il titolo Armonie, presenta in chiusura il brano Miniature dal precedente album Concerto. La seconda, Visioni di Venezia, ha un diverso ordine dei brani. Contiene in più gli inediti Segreto e Velieri lontani e una versione più breve di Accademia.

## Formazione
- Gian Piero Reverberi - direttore d'orchestra, tastiere, sintetizzatori
- Rondò Veneziano - orchestra
- Jesús Eduardo Álvarez Herrera - chitarra classica

## Tracce

### Masquerade
1. Costellazioni (Gian Piero Reverberi e Ivano Pavesi) - 3:13
2. Venti d'oriente (Gian Piero Reverberi e Ivano Pavesi) - 3:02
3. Luci e colori di Venezia (Gian Piero Reverberi, Ivano Pavesi e Franco Fochesato) - 3:19
4. Ultimo incontro (Gian Piero Reverberi e Ivano Pavesi) - 3:09
5. Accademia (Gian Piero Reverberi e Ivano Pavesi) - 4:00
6. Visioni di Venezia (Gian Piero Reverberi e Ivano Pavesi) - 4:00
7. Oltremare (Gian Piero Reverberi e Ivano Pavesi) - 2:51
8. Le muse (Gian Piero Reverberi e Ivano Pavesi) - 2:51
9. Note veneziane (Gian Piero Reverberi e Ivano Pavesi) - 2:35
10. Floralis (Gian Piero Reverberi e Ivano Pavesi) - 2:17

### Visioni di Venezia
1. Visioni di Venezia (Gian Piero Reverberi e Ivano Pavesi) - 3:58
2. Ultimo incontro (Gian Piero Reverberi e Ivano Pavesi) - 3:09
3. Note veneziane (Gian Piero Reverberi e Ivano Pavesi) - 2:34
4. Miniature (Gian Piero Reverberi e Ivano Pavesi) - 3:04
5. Segreto (Gian Piero Reverberi e Ivano Pavesi) - 2:45
6. Floralis (Gian Piero Reverberi e Ivano Pavesi) - 2:17
7. Accademia (Gian Piero Reverberi e Ivano Pavesi) - 3:04
8. Velieri lontani (Gian Piero Reverberi e Ivano Pavesi) - 2:37
9. Venti d'oriente (Gian Piero Reverberi e Ivano Pavesi) - 3:01
10. Costellazioni (Gian Piero Reverberi e Ivano Pavesi) - 3:13
11. Oltremare (Gian Piero Reverberi e Ivano Pavesi) - 2:51
12. Luci e colori di Venezia (Gian Piero Reverberi, Ivano Pavesi e Franco Fochesato) - 3:19

## Le composizioni

### Costellazioni
(Adagietto) in la maggiore - Cleo Music AG e Chapulin Edizioni Musicali

### Venti d'oriente
(Allegretto) in re minore - Cleo Music AG e Chapulin Edizioni Musicali

### Luci e colori di Venezia
(Adagietto) in la maggiore - Cleo Music AG e Chapulin Edizioni Musicali

### Ultimo incontro
(Adagio) in sol maggiore - Cleo Music AG e Chapulin Edizioni Musicali

### Accademia
(Animato) in re maggiore - Cleo Music AG e Chapulin Edizioni Musicali

### Visioni di Venezia
(Allegretto)-Lento-(Tempo I. Allegretto) in la minore - Cleo Music AG e Chapulin Edizioni Musicali

### Oltremare
(Adagietto) in do maggiore - Cleo Music AG e Chapulin Edizioni Musicali

### Le muse
(Allegro) in sol maggiore - Cleo Music AG e Abramo Allione Edizioni Musicali